# Josef Bárta
Pour les articles homonymes, voir Bárta et Bartha.
Josef Bárta, aussi Josef Bartha, (né en 1744 à Prague - mort le 13 juin 1787 à Vienne) est un compositeur bohémien.

## Biographie
Bárta a été jusqu'en 1770 prêtre et organiste de la Salvatorkirche à Prague. Il est allé vivre ensuite à Vienne, où il compose son opéra La Diavolessa pour le Burgtheater. Bárta nous a laissé, en plus de trois opéras et d'un singspiel, des symphonies, des sonates pour clavier et des quatuors à cordes. Ses autres œuvres sont considérées comme perdues. Les compositions les plus importantes sont ses symphonies. Quelques-unes ont été composées durant ses jeunes années passées dans la capitale de la Bohême. Les 5 dernières datent des années 1774 et 1776-7. La majeure partie de ces symphonies ont la structure de la sinfonia italienne, composée de trois mouvements (Allegro - Andante - Allegro) ; le premier et le dernier mouvement ont généralement la forme sonate. Cependant les symphonies écrites en mineur sont précédées d'une introduction lente. Ses meilleures symphonies possèdent les traits caractéristiques du style Sturm und Drang, utilisé dans l'Allemagne et l'Autriche au début des années 1770.

## Œuvres

### Opéras
- La Diavolessa, dramma giocoso, livret de Carlo Goldoni, 18 juillet 1772, Vienne
- Da ist nicht gut zu raten, opéra comique, livret de Gottlieb Stephanie, 1778, Vienne
- Der adlige Taglöhner, Singspiel, livret de Joseph Weidmann, 1780, Vienne
- Il Mercato di Malmantile, dramma giocoso, livret de Francesco Bussani, d'après Carlo Goldoni, 1784, Vienne

### Musique instrumentale
- 13 sinfonie
- 18 quatuors à cordes, op. 1
- 9 sonates pour piano/clavecin op. 2
- Parthia ex, en do majeur, pour 2 hautbois, 2 cors et 2 bassons

## Enregistrements
- Symphonie en do mineur sur le CD Baroque Bohemia & Beyond : Benda - Bárta - Richter - Stamic - Vaňhal, Czech Chamber Philharmonic, dir. Vojtěch Spurný, Alto ALC 1001, 2005
- Sinfonia in F minor sur le CD Baroque Bohemia & Beyond : Mysliveček - Gallina - Vent - Bárta - Fiala, Czech Chamber Philharmonic, dir. Vojtěch Spurný, Alto ALC 1014, 2007

## Sources
- (de) Cet article est partiellement ou en totalité issu de l’article de Wikipédia en allemand intitulé « Josef Bárta » (voir la liste des auteurs).
- Nicolas Slonimsky, Alain Paris et Marie-Stella Paris, Dictionnaire biographique des musiciens, R. Laffont, 1995 (ISBN 2-221-06510-7, 978-2-221-06510-5 et 2-221-06787-8, OCLC 33096600, lire en ligne)